# Amundi
Amundi est une société de gestion française. Avec 2 192 milliards d'euros d'encours gérés fin septembre 2024, elle se classe à la seconde place des entreprises de gestion d'actifs en Europe et parmi les principaux acteurs mondiaux de ce secteur.
Créée le 1er janvier 2010, la société est issue de la fusion entre les activités de gestion d'actifs du Crédit agricole (Crédit agricole Asset Management, CAAM) et de la Société générale (Société générale Asset Management, SGAM). Depuis novembre 2015, le groupe Amundi est coté en bourse sur Euronext en étant majoritairement détenu par Crédit Agricole SA.
Sur le plan juridique, le groupe Amundi possède Amundi Asset Management ainsi que plusieurs filiales dans l'univers de la gestion d'actifs, notamment CPR Asset Management (CPR AM) et BFT Investment Managers (BFT IM) en France. En 2017, le groupe Amundi rachète Pioneer Investments, filiale de gestion d'actifs d'Unicredit, puis acquiert en 2021 Lyxor Asset Management, filiale de la Société générale.
Les activités d'Amundi sont multiples dans le domaine de la gestion d'actifs. L'entreprise est notamment présente dans le domaine de la gestion active via une gamme d'OPCVM (gestion actions, gestion obligataire, gestion diversifiée, gestion de produits structurés et gestion de trésorerie) ainsi que dans le domaine de la gestion passive en étant un émetteur d'ETF et un gestionnaire de fonds indiciels. La société est également présente sur le segment de l'investissement en actifs réels et alternatifs (bien immobilier et Capital-investissement notamment). Son offre s'adresse aux investisseurs particuliers et aux investisseurs institutionnels, sous forme de fonds d'investissement ou de mandats de gestion. Auprès du grand public, Amundi est principalement connu pour ses activités dans le domaine de l'épargne salariale. L'entreprise dispose également d'un pôle de recherche et d'analyse réalisant des publications régulières au sujet de la conjoncture économique mondiale et de l'évolution des marchés boursiers.
Le groupe Amundi possède des bureaux dans plusieurs pays du monde, notamment en Europe, en Asie et aux États-Unis, et estime compter, depuis sa création, plus de 100 millions de clients particuliers et institutionnels dans le monde,.

## Histoire

### Origines
Fin 2008, Crédit agricole et Société générale décident de fusionner au sein d'une nouvelle société leur filiale respective de gestion d'actifs, Crédit agricole Asset Management (CAAM) et Société générale Asset Management (SGAM). Les deux filiales gèrent alors chacune une gamme d'OPCVM constituée de fonds obligataires, de fonds actions, de fonds alternatifs et de produits structurés ainsi qu'une gamme d'ETF.
Un accord préliminaire est signé le 26 janvier 2009 entre les deux parties prenantes, puis un accord définitif est signé le 9 juillet 2009, stipulant que Crédit agricole possèdera 75 % de la nouvelle entreprise créée et Société générale 25 %, avec une direction générale assurée par Yves Perrier, alors directeur général de CAAM. Pendant la mise en place du projet, la future société est temporairement désignée sous les noms génériques de « CAAM SGAM » » et de « Newco avant que le nom « Amundi » soit officiellement annoncé le 23 octobre 2009. La société est créée le 1er janvier 2010 à la suite de l'accord de la Commission européenne pour procéder à la fusion. La fusion effective entre les équipes a lieu de manière progressive dans le courant de l'année 2010 et s'accompagne de 260 suppressions de postes dans le monde dont 185 en France, et la création d'environ 60 nouveaux postes dans les branches de gestion des risques et de distribution commerciale.
Avec 670 milliards d'euros d'encours sous gestion à la veille de sa création, Amundi apparaît alors comme le troisième plus grand acteur de la gestion d'actifs en Europe derrière Axa et Allianz, et fait partie des 10 plus grandes sociétés de gestion d'actifs dans le monde,.

### Développements
Les fonds d'Amundi sont, à l'origine, principalement distribués par les réseaux bancaires de ses deux actionnaires majoritaires : Crédit agricole, LCL (filiale du Crédit agricole), Société générale et Crédit du Nord (filiale de Société générale), qui totalisent à eux seuls plus de 70 % des flux de collecte nette d'Amundi à ses débuts, le solde étant constitué d'investisseurs institutionnels,. La société de gestion élargit progressivement sa base d'investisseurs : en 2015, plus de 60 % des encours de la société proviennent de sources extérieures à ces réseaux bancaires.
En 2012, Amundi élabore un accord de distribution avec la société de gestion TOBAM et prend à cette occasion une participation de 10,6 % au sein du capital de la société (participation qui montera à 20 % en 2016).
En juin 2013, Amundi annonce l'acquisition de la société Smith Breeden Associates aux États-Unis, qui devient effective en octobre 2013. La société, spécialisée dans le domaine de la gestion obligataire en dollars, gère alors 6,4 milliards de dollars d'encours, soit 4,9 milliards d'euros. À l'issue de l'opération, Smith Breeden Associates est renommée « Amundi Smith Breeden LLC » et devient le siège d'Amundi pour ses activités en Amérique du Nord.
En octobre 2014, Amundi rachète 100 % du capital de Bawag PSK Invest, filiale de gestion de la banque autrichienne Bawag PSK, marquant l'arrivée d'Amundi sur le marché autrichien. Bawag PSK Invest, qui devient une franchise d'Amundi, gère alors 4,6 milliards d'euros d'encours à travers une gamme de 78 fonds. Le rachat comprend un accord avec la banque Bawag PSK pour que celle-ci distribue les fonds d'Amundi à travers son réseau d'environ 500 agences en Autriche. Peu après, Amundi annonce le rachat de 87,5 % du capital de Kleinwort Benson Investors, société de gestion basée à Dublin disposant d'antennes à Boston et New York et gérant 7,6 milliards d'euros d'encours.
Dans le courant de l'année 2014, Crédit agricole SA renforce sa participation au capital d'Amundi en rachetant à Société générale 5 % du capital de la société pour 337,5 millions d'euros. Crédit agricole SA contrôle dès lors 80 % du capital d'Amundi.

### Introduction en bourse
Le 17 juin 2015, Crédit agricole et Société générale annoncent leur intention d'introduire Amundi en bourse avant la fin de l'année. Les Échos estiment alors que le groupe devrait être valorisé entre 7 et 10 milliards d'euros en bourse, une taille « aux dimensions du CAC 40 » selon le journal,. L'introduction en bourse est annoncée comme une occasion pour Société générale de céder les 20 % du capital qu'elle détient dans l'entreprise.
Le groupe Amundi est introduit en bourse sur Euronext le 12 novembre 2015. Société générale cède comme prévu l'entièreté de sa participation sur le marché et Crédit agricole cède 2 % du capital d'Amundi à la Banque agricole de Chine, tout en prévoyant de céder d'autres parts ultérieurement en conservant 75 % du capital d'Amundi. Lors de son entrée en bourse, le groupe Amundi dispose ainsi de 20 % de flottant et sa capitalisation boursière est de 7,5 milliards d'euros.
L'action du groupe est introduite sur le marché à 45 euros et termine sa première séance au-dessus de 47 euros. La presse spécialisée met alors en contraste la réussite de l'opération avec l'annulation des introductions en bourse de Deezer et d'Oberthur Technologies survenues précédemment dans un contexte de marché rendu difficile par les turbulences boursières de l'été 2015.

### Rachat de Pioneer Investments
Le graphique qui aurait dû être présenté ici ne peut pas être affiché car il utilise l'ancienne extension Graph, désactivée pour des questions de sécurité. Des indications pour créer un nouveau graphique avec la nouvelle extension Chart sont disponibles ici.

Évolution des encours sous gestion d'Amundi SA depuis le 31 décembre 2009 (milliards d'euros),,,. En bleu clair : apports de 242,9 milliards d'euros provenant du rachat de Pioneer Investments (en 2017) et de 148 milliards d'euros provenant du rachat de Lyxor (en 2021).
En décembre 2016, Amundi annonce le rachat à 100 % de Pioneer Investments, filiale de gestion d'actifs de la banque italienne Unicredit. Le rachat de Pioneer Investments est annoncé dans la presse comme la plus importante opération de fusion-acquisition au sein du groupe Crédit agricole depuis de nombreuses années. Le rachat de Pioneer Investments est effectué pour un montant de 3,5 milliards d'euros. La transaction est financée par Amundi à hauteur de 1,5 milliard d'euros, via une émission de dette pour 600 millions d'euros et par une opération d'augmentation de capital de 1,4 milliard d'euros garantie par Crédit agricole,. Fin 2017, au terme de l'opération, Crédit agricole ne possède plus que 70 % du capital d'Amundi, contre 75 % précédemment.
Finalisée le 3 juillet 2017, l'opération permet à Amundi d'intégrer 242,9 milliards d'euros à ses encours sous gestion au troisième trimestre 2017, passant de 1 121 milliards d'euros sous gestion fin juin 2017 à 1 400 milliards fin septembre. Amundi devient ainsi le huitième plus grand acteur mondial de la gestion d'actifs. Fin 2017, Amundi gère 1 426 milliards d'euros d'encours.
Le rachat permet notamment à Amundi d'agrandir son réseau de distribution en Italie, en Allemagne et en Autriche, où Pioneer Investments était déjà implantée, tout en développant ses expertises de gestion. L'Italie devient ainsi le second marché d'Amundi après la France.
À l'annonce du rachat, Amundi précise envisager un plan de réduction de ses effectifs de 450 personnes sur un total de 5 000 employés dans le monde. En France, un plan de suppression de 134 postes (sur un total de 2 000 salariés en France) est annoncé en octobre 2017.

### Nouvelles acquisitions et partenariats
En 2020, Amundi acquiert 100 % de la société espagnole Sabadell AM, filiale de Banc Sabadell. La transaction, réalisée pour un montant de 430 millions d’euros, permet à Amundi d'intégrer 21 milliards d'euros d'encours gérés par Sabadell AM et s'accompagne d'un partenariat de 10 ans avec Banco Sabadell pour que la banque espagnole distribue des fonds Amundi auprès de sa clientèle,.
L'année 2020 est également marquée par la conclusion d’un partenariat en Chine avec BOC Wealth Management, filiale de Bank of China, pour créer « Amundi BOC Wealth Management Company Limited », coentreprise de gestion d'actifs détenue à 55 % par Amundi et à 45 % par BOC Wealth Management,.
En avril 2021, Amundi annonce l'acquisition de Lyxor Asset Management à la Société générale pour 825 millions d'euros. L'opération est validée le 31 décembre 2021 et permet à la société d'intégrer 148 milliards d'euros d'actifs gérés par Lyxor à cette date. Lyxor est notamment spécialisée dans la gestion d'ETF (numéro trois européen du secteur en 2021), ce qui permet à Amundi de faire croître son pôle d'expertise dans ce domaine et d'occuper avec cette intégration la seconde place européenne du secteur des ETF derrière BlackRock. Cette acquisition permet au groupe Amundi de dépasser, en fin d'année 2021, le seuil de 2 000 milliards d'euros sous gestion.
Début février 2024, Amundi annonce l'acquisition du suisse Alpha Associate, spécialisé dans la gestion d'actifs privés, pour un montant de 350 millions d'euros.
Du fait de son action en faveur de l'utilisation des énergies fossiles qui affecte le changement climatique, plus de 1 000 salariés épargnants ont adressé le 24 mai 2024 un courrier à l'entreprise pour lui demander de cesser cela. Amundi gere par ailleurs environ 10% des actions de TotalEnergies. Le 24 mai 2024, à la suite d'une mobilisation auprès des actionnaires de TotalEnergies qui tenait son assemblée générale, afin de les sensibiliser à l'urgence climatique et au rôle prépondérant de l'entreprise, le siège d'Amundi dans le 15e arrondissement de Paris est ciblé par Extinction Rebellion, en présence de Sandrine Rousseau, Manon Aubry et Claire Nouvian,. La police procède à 173 interpellations. Au lendemain des faits, 1 personne est maintenue en garde à vue selon le Parquet de Paris.

## Activités

### Gestion d'actifs
L'activité d'Amundi consiste à gérer des fonds d'investissement au sein desquels des investisseurs particuliers, des investisseurs institutionnels ou des entreprises peuvent placer, collectivement ou de façon individuelle (via mandats et fonds dédiés), leur épargne, leurs capitaux et leur trésorerie, en déléguant à Amundi la gestion de cet argent. Le cœur de métier d'Amundi est donc la « gestion pour compte de tiers » et le chiffre d'affaires du groupe (produit net bancaire) est constitué des frais prélevés sur les encours dont Amundi assure la gestion (frais de souscription et frais de gestion annuels principalement). Amundi gère différents types de fonds, avec notamment une gamme d'OPCVM et une gamme d'ETF, auxquels s'ajoutent des fonds investis en actifs réels et alternatifs, notamment en immobilier, ainsi qu'une offre de produits structurés.

#### OPCVM
Amundi gère une large gamme d'OPCVM qui se scinde en deux branches principales : l'investissement en actions (fonds actions) et l'investissement en obligations (fonds obligataires et fonds monétaires). À ces deux branches s'ajoutent deux pôles transversaux avec la « gestion diversifiée », ayant pour but de mêler au sein d'un même fonds différentes classes d'actifs (actions, obligations, actifs monétaires, immobilier) et la gestion dite de « performance absolue », qui cherche à dégager chaque année des rendements supérieurs ou égaux à la performance générée par des placements monétaires. La gestion OPCVM était à l'origine la principale expertise de CAAM et de SGAM, dont la collecte était notamment assurée par les réseaux bancaires du Crédit agricole et de Société générale, les conseillers bancaires proposant généralement à leurs clients particuliers et professionnels d'investir dans des OPCVM de leur maison-mère. Depuis la création d'Amundi, la gamme d'OPCVM du groupe est toujours mise en avant par les conseillers bancaires des réseaux du Crédit agricole et de Société générale, mais également de manière grandissante auprès d'investisseurs particuliers ou professionnels hors réseau bancaire, en France et à l'étranger. Auprès du grand public, Amundi est principalement connue comme étant une société gérant des fonds d'épargne salariale pouvant être souscrits dans le cadre d'un plan d'épargne d'entreprise. Amundi est en effet le leader de l'épargne salariale en France en gérant 42 % des encours totaux sur ce type de support et en proposant depuis 2017 un outil de robo-advisoring permettant d'aider les épargnants à choisir la répartition de leur épargne salariale en fonction de leur appétence pour le risque,.

#### ETF
Amundi est également présente dans le domaine de la gestion passive en étant un émetteur d'ETF commercialisés sous la marque « Amundi ETF ». À fin 2017, le groupe gère 38 milliards d'euros sur ce type de produits. Historiquement, l'activité d'Amundi ETF est héritée de CASAM (Crédit agricole Structured Asset Management), branche de CAAM gérant 65 ETF fin 2009 avant la création d'Amundi, la gamme d'ETF de SGAM ayant pour sa part été transférée en 2009 à Lyxor Asset Management, filiale de Société générale. Amundi ETF recouvre une gamme de produits divisée en deux catégories : les ETF actions (répliquant notamment la performance d'indices boursiers nationaux, régionaux ou sectoriels) et les ETF obligataires (répliquant la performance des obligations d'État ou d'entreprises).

#### Actifs réels et alternatifs
Depuis septembre 2016, Amundi réunit l'ensemble de ses investissements en immobilier, en dette privée, en private equity et en infrastructures sur une plateforme unique destinée aux « actifs réels et alternatifs ». Lors de sa création, cette branche regroupe 34 milliards d'euros d'actifs sous gestion avec pour objectif d'atteindre 70 milliards d'euros d'actifs sous gestion à l'horizon 2020. Ce pôle est principalement dominé par les investissements en immobilier, qui représentaient à son lancement 14 milliards d'euros d'actifs sous gestion. Parmi les bâtiments acquis par Amundi depuis le lancement de cette plate-forme se trouvent notamment des immeubles du quartier d'affaires de La Défense, dont Cœur Défense (acquis en 2017 en partenariat avec Crédit agricole assurances et Primonial REIM) ainsi que la Tour Hekla (acquise en VEFA en 2017 en partenariat avec Primonial REIM). Les biens immobiliers possédés par Amundi sont portés par des OPCI et des SCPI. Dans le domaine de l'investissement en private equity, Amundi a créé « Amundi Private Equity Funds », une filiale destinée à acquérir des participations dans des entreprises non cotées,. L'investissement en dette privée recouvre pour sa part le financement de dettes et de stocks d'entreprises, la presse financière ayant notamment relayé en 2017 le lancement d'un fonds de dette adossé à des stocks physiques de jambon et de parmesan en Italie,,. Dans le domaine des investissements en infrastructures, Amundi a développé un partenariat avec EDF en créant « Amundi Transition Energétique », filiale détenue à 60 % par Amundi et 40 % par EDF, visant à financer des projets liés aux énergies renouvelables et à l'efficacité énergétique,. Amundi a également développé en 2017 un partenariat avec le CEA en créant « Supernova Invest », une société détenue à 40 % par Amundi Private Equity visant à investir dans des projets d'innovations technologiques sur le territoire français.

#### Investissement socialement responsable
En 2018, Amundi prend de nouvelles initiatives dans le domaine de l'investissement socialement responsable (ISR). En mars 2018, dans l'univers obligataire (gestion OPCVM), Amundi s’associe à la Société financière internationale (membre du Groupe de la Banque mondiale) pour lancer un fonds d'« obligations vertes » (green bonds) émises par des pays émergents,. Avec 1,42 milliard de dollars d'encours à son lancement, le véhicule est alors le plus grand fonds de green bonds à l'échelle mondiale. En octobre 2018, Amundi annonce par ailleurs son « Plan d'action 2021 », qui vise à généraliser à l'ensemble de ses processus d'investissement la prise en compte de critères environnementaux, sociaux et de gouvernance (critères ESG),. Le principal objectif du groupe est ainsi qu'en 2021, 100 % de ses encours sous gestion soient investis en respectant des critères ESG, contre 5 % (32 milliards d'euros) lors de son lancement en 2010 et 19 % (280 milliards d'euros) lors de l'annonce du plan en 2018. Amundi s'engage également dans ce plan à tenir compte de critères ESG dans sa politique de vote au sein des assemblées générales des entreprises dont elle est actionnaire.

### Recherche et analyse financière
Parallèlement à ses activités de gestion, Amundi s'appuie sur un département de recherche consacré à l'analyse des marchés et à l'étude de la conjoncture économique mondiale. En 2022, la société annonce le regroupement de ses pôles de recherche économique, de stratégie de marché et de conseil en allocation au sein d'un seul département prenant le nom d'« Amundi Institute ». Ce département est dirigé par Pascal Blanqué et regroupe alors soixante salariés.
En matière de recherche économique, le groupe publie ses travaux gratuitement et en libre accès sur le site Internet « Amundi Research Center ». La société diffuse notamment sur ce site une publication mensuelle intitulée « Cross Asset Investment Strategy », dont des extraits sont parfois repris par la presse financière,.
Toujours dans le domaine de la recherche et de l'analyse financière, Amundi organise chaque année l'« Amundi World Investment Forum » au cours duquel différents intervenants extérieurs débattent de sujets macroéconomiques. En 2018, ce forum est notamment marqué par la présence de Janet Yellen, ancienne présidente de la Fed.
Pour alimenter en données ses analystes et gérants, Amundi a également recours à des analyses financières publiées par d'autres sociétés financières. Dans le cadre de l'entrée en vigueur de la directive européenne MIF2 en janvier 2018, imposant notamment aux sociétés de gestion une plus grande transparence auprès de leurs clients sur ce type de coûts, Amundi a choisi de prendre en charge ces frais de « recherche externe » sans les facturer à ses clients.

### Services
Amundi a également lancé en 2016 « Amundi Services », renommée « Amundi Technology » en mars 2021. Cette division a pour but d'offrir des services à d'autres sociétés de gestion d'actifs ainsi qu'à des investisseurs institutionnels. L’offre est inspirée de la plate-forme « Aladdin » de la société américaine BlackRock, et propose à des institutions financières de toute taille un outil de gestion de portefeuille (Portfolio Management System) en mode SaaS, baptisé Alto (Amundi Leading Technologies & Operations). Alto couvre l'ensemble des fonctionnalités front et middle-office : la décision d'investissement, le passage d'ordres, la vérification des règles d'investissement, le calcul d'indicateurs de risques, le suivi des performances et la génération de reportings clients (« factsheet »). Amundi Technology propose également l'externalisation de ces activités,. En 2021, Amundi annonce un partenariat avec BNY Mellon pour intégrer à l'offre d'Amundi Technology les outils « OMNI » développés par BNY Mellon, complémentaires à Alto, pour une clientèle principalement basée aux États-Unis et au Royaume-Uni.
En 2021, Amundi déclare que les outils d'Amundi Technology sont utilisés par 24 clients (sociétés d'investissement), dont 11 nouveaux clients arrivés en 2020. Au sein de cette clientèle se trouve notamment Goldman Sachs Fund Solutions, pour qui Amundi Technology assure depuis 2018 la gestion, le contrôle et la supervision de certains produits dans le domaine de la gestion quantitative et alternative. Parmi les autres sociétés utilisatrices d'Alto se trouvent notamment Asteria Investment Managers depuis 2020 et BNY Mellon depuis 2022.

### Lobbying
Amundi figure, depuis 2012, au registre de transparence des représentants d'intérêts auprès de la Commission européenne. Elle déclare en 2020 pour cette activité des dépenses annuelles d'un montant compris entre 100 000 et 200 000 euros.
En France, pour l'année 2020, Amundi déclare à la Haute Autorité pour la transparence de la vie publique exercer des activités de lobbying en France pour un montant qui n'excède pas 300 000 euros.

## Filiales et partenariats

### En France
Amundi possède en France plusieurs filiales et participations dans le domaine de la gestion d'actifs.
- CPR Asset Management (CPR AM) est une société de gestion détenue à 100 % par Amundi. La société était auparavant une filiale de Crédit agricole Asset Management (CAAM) issue de l'ancienne Compagnie parisienne de réescompte rachetée par Crédit agricole Indosuez en 2000[89]. CPR AM propose une gamme d'OPCVM investis en actions et en produits de taux s'adressant à une clientèle principalement composée d'investisseurs institutionnels et de professionnels de la gestion de patrimoine (CGP et banques privées). Depuis son intégration au sein du groupe Amundi, CPR AM se développe particulièrement auprès de la clientèle CGP via la plate-forme de distribution « Le Comptoir », servant également de plate-forme à Amundi pour la vente de ses produits d'investissement auprès de la clientèle CGP[90],[91]. En 2015, Amundi annonce que CPR AM devient son centre d'expertise « actions thématiques » et transfère dans ce cadre 2,4 milliards d'euros d'encours vers sa filiale[92],[93]. À fin 2021, CPR AM gère 64 milliards d'euros d'encours.

- BFT Investment Managers (BFT IM) est une société de gestion française possédée à 100 % par Amundi depuis 2011, date à laquelle le Crédit agricole lui a transféré sa filiale BFT Gestion[94]. En 2015, BFT Gestion change de dénomination et devient BFT Investment Managers[95]. BFT IM propose une gamme d'OPCVM investis en actions ou en produits de taux s'adressant à une clientèle principalement composée d'investisseurs institutionnels et d'entreprises. Très orientée à l'origine dans les domaines de la gestion de trésorerie et de la gestion de fonds monétaires, BFT IM développe depuis son intégration au sein du groupe Amundi une importante expertise sur les actions[96]. À fin 2021, BFT IM gère des encours de 39 milliards d'euros.

- Lyxor Asset Management fait également partie des filiales d'Amundi depuis 2021 à la suite de son rachat auprès de la Société générale[42]. La société est spécialisées dans la gestion d'ETF, mais également dans la gestion alternative, avec notamment un service de « comptes gérés » (« managed accounts ») à destination de hedge funds[41]. À fin 2021, Lyxor Asset Management gère 148 milliards d'euros d'actifs[42].

En France, Amundi possède également deux filiales héritées des apports d'origine de SGAM lors de la fusion avec CAAM :
- Étoile Gestion[97] (liée au réseau Crédit du Nord) et
- Société générale gestion[98].

Amundi possède également des participations dans les sociétés :
- TOBAM[16], détenue a 20% ;
- Tikehau Capital[99], détenue à 3,2 %.

### Au niveau international
Au niveau, Amundi possède six plates-formes de gestion à Paris, Londres, Tokyo, Boston, Dublin et Milan.
La société possède des bureaux dans la plupart des pays d'Europe pour assurer la distribution locale de ses produits d'investissement. Le groupe dispose notamment de filiales au Luxembourg (Amundi Luxembourg), en Suisse (Amundi Suisse, présent à Genève et Zurich), en Allemagne (Amundi Deutschland GmbH, présent à Francfort et Munich), en Autriche (Amundi Austria GmbH), en Italie (Amundi SGR SpA) et en Espagne (Amundi Iberia SGIIC). Au Luxembourg, Amundi détient également 50,04 % du capital de Fund Channel, une société de distribution de fonds d'investissement détenue en coentreprise avec BNP Paribas qui possède pour sa part 49,96 % de la société.

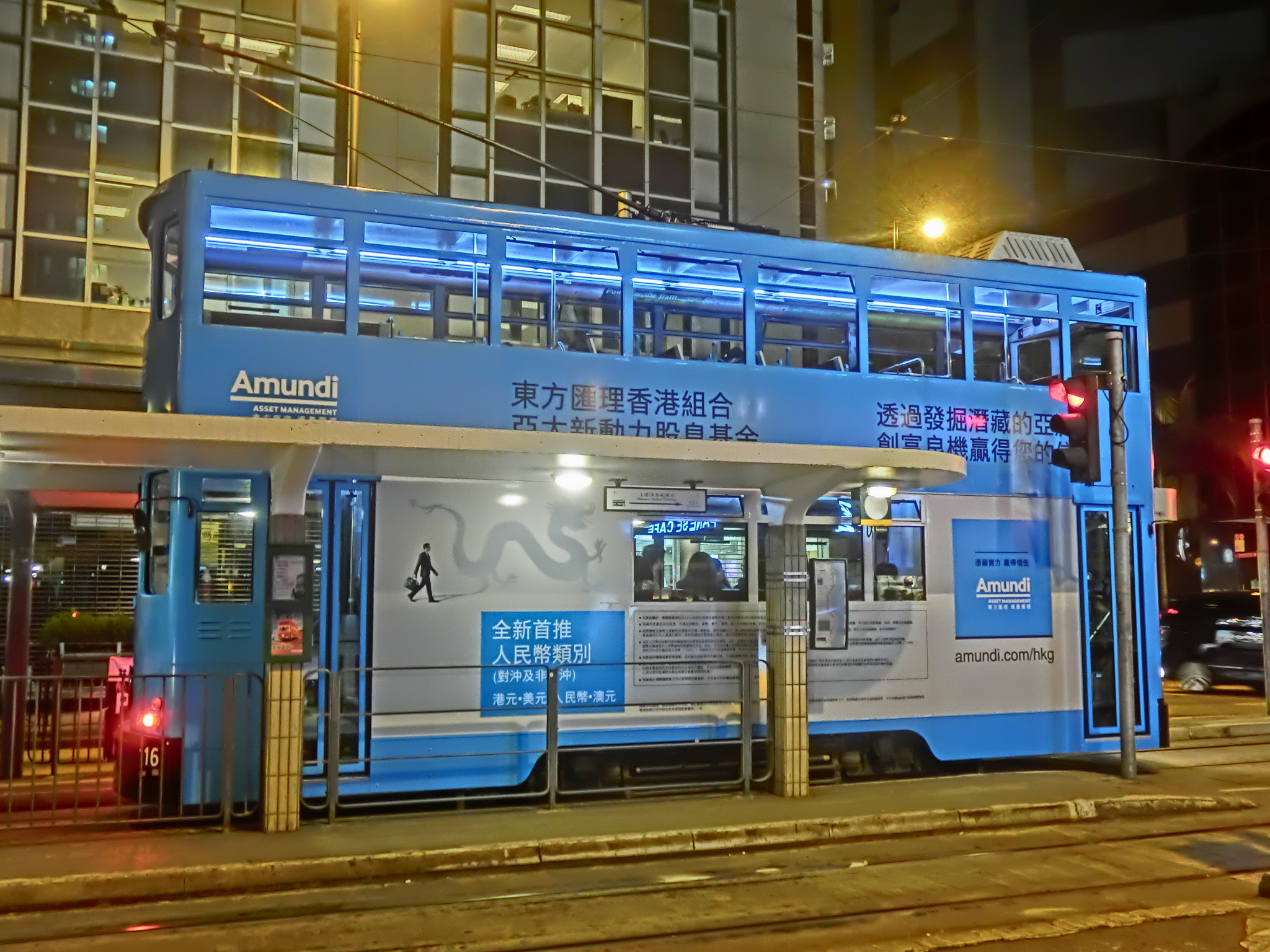
Un tramway aux couleurs d'Amundi à Hong Kong (2013).

En Asie-Pacifique, qui représente son principal marché hors Europe, Amundi possède notamment une filiale au Japon (Amundi Japan) issue du rachat de Resona AM par SGAM en 2004 et dispose également de filiales à Hong Kong (Amundi Hong Kong Limited), Taïwan (Amundi Taiwan Limited), Singapour (Amundi Singapore Limited), en Thaïlande (Amundi Mutual Fund Brokerage Securities (Thailand) Company Limited), en Malaisie (Amundi Malaysia Sdn. Bhd) et en Australie (Amundi Asset Management Australia Ltd.). Amundi possède par ailleurs quatre autres implantations sur le continent asiatique sous forme de coentreprises avec des acteurs financiers locaux. En Chine, Amundi détient 33,3 % d'ABC-CA Fund Management, société de gestion issue du partenariat entre l'Agricultural Bank of China et le Crédit agricole, ainsi que 55 % de la société Amundi BOC Wealth Management Company Limited, créée en 2020 et détenue conjointement avec BOC Wealth Management, filiale de Bank of China. En Inde, le groupe possède 37 % de SBI Mutual Fund, société de gestion détenue en partenariat avec la State Bank of India (partenariat hérité de SGAM),. Enfin, en Corée du Sud, Amundi possède 30 % de NH-Amundi Asset Management, une société de gestion d'actifs détenue à 70 % par NongHyup Financial Group of Korea,. Au total, à fin 2020, Amundi gère près de 300 milliards d’euros au sein de ses différentes filiales et coentreprises en Asie.
Sur le continent américain, outre son implantation à Durham (Caroline du Nord) issue du rachat de Smith Breeden Associates, Amundi possède aux États-Unis un siège à Boston qui abrite sa filiale Amundi Pioneer, depuis lequel sont pilotées les activités d'Amundi en Amérique du Nord. Le groupe est également présent à Montréal (Amundi Canada Inc.). En Amérique latine, Amundi dispose notamment d'une antenne au Mexique et au Chili, toutes deux rattachées à Amundi Iberia SGIIC.
Au Maghreb et au Moyen-Orient, Amundi possède principalement une antenne au Maroc (Amundi Investment Maroc) consacrée à l'investissement en immobilier. Dans le même pays, le groupe détient également 34 % de la société Wafa Gestion. Le groupe dispose enfin d'une société de gestion en co-entreprise (Joint Venture) en Arménie (Amundi ACBA) qui gère des fonds de pension et de deux antennes aux Émirats arabes unis à Abou Dabi et à Dubaï.

## Données financières
| Années                        | 2010  | 2011  | 2012  | 2013  | 2014  | 2015  | 2016  | 2017  | 2018  | 2019  | 2020  | 2021  |
| ----------------------------- | ----- | ----- | ----- | ----- | ----- | ----- | ----- | ----- | ----- | ----- | ----- | ----- |
| Produit net bancaire          | 1 448 | 1 370 | 1 456 | 1 438 | 1 540 | 1 656 | 1 694 | 2 301 | 2 582 | 2 707 | 2 595 | 3 204 |
| Résultat brut d'exploitation  | 609   | 629   | 700   | 665   | 730   | 773   | 816   | 1 128 | 1 251 | 1 331 | 1 255 | 1 670 |
| Résultat net (part du groupe) | 403   | 422   | 485   | 450   | 488   | 518   | 568   | 681   | 855   | 959   | 910   | 1 369 |

| Nom                               | %     |
| --------------------------------- | ----- |
| Crédit agricole                   | 69,5  |
| The Vanguard Group                | 0,79  |
| Fidelity Management & Research    | 0,78  |
| Artisan Partners LP               | 0,78  |
| Norges Bank Investment Management | 0,63  |
| BlackRock Fund Advisors           | 0,57  |
| Henderson Global Investirs        | 0,48  |
| Toqueville Finance                | 0,45  |
| Degroof Petercam Asset Management | 0,40  |
| Ignis Investment Services         | 0,39  |
| Total                             | 74,77 |